# Valerija Gaj Germanika
Valerija Gaj Germanika (russisk: Вале́рия Гай Алекса́ндровна Герма́ника) (født 1. marts 1984 i Moskva i Sovjetunionen) er en russisk filminstruktør.

## Filmografi
- Vse umrut, a ja ostanus (Все умрут, а я останусь, 2008)[2][3]